# Ștefan Petică
Ștefan Petică (* 5. Oktober 1877 in Bucești, Kreis Tecuci; † 17. Oktober 1904 in Bukarest) war ein rumänischer Dichter.
Petică war der erste der "Symbolisten", wie eine Gruppe von Dichtern von George Călinescu genannt wurde. Mit 18 Jahren tritt er dem sozialistischen Kreis bei, da er von der "revolutionären Idee" geprägt wurde. Nach Erlangung des gymnasialen Abschlusses besuchte er die philosophische Fakultät der Universität Bukarest, nebenbei arbeitete er als politischer Journalist. Von seinem Leben sind nur wenige Fakten bekannt; so war er Unterleutnant der Reserve und lebte eine Zeit lang in Bukarest. Im Alter von 27 Jahren starb Petică an Tuberkulose.
Schon als Schüler begann er, Gedichte zu schreiben; einige konnte er ins Ausland verkaufen und so seinen Lebensunterhalt bestreiten; er galt als Kenner der französischen Literatur. Neben einem Werk über Mallarmé befasste er sich auch mit soziologischen und sozialistischen Themen. Er brachte den Symbolismus und poetisches Theater in die rumänische Literatur.
Als sein Geburtsdatum wird auch der 22. Januar 1878 angegeben; dieses differierende Datum erklärt sich aus der Kalenderreform.

## Werke
- "Solii Păcii"
- “Fecioare în alb, Când vioarele tăcură, Moartea visurilor. Poeme” (1902).
- “Frații” (dramă, 1903)
- “Morfologia socială” (1903)
- “Sociologia veche și sociologia nouă” (1903)

Posthum:
- “Cântecul toamnei, Serenade demonice” (1909)
- “Poeme” f.d. “Opere” (1938)
- “Scrieri I” (1970)
- “Scrieri II” (1974)